# Goniothalamus australis
Goniothalamus australis este o specie de plante din genul Goniothalamus, familia Annonaceae, descrisă de L.W. Jessup. Conform Catalogue of Life specia Goniothalamus australis nu are subspecii cunoscute.